# Корнелл, Крис
Кри́стофер Джон Корне́лл (англ. Christopher John Cornell, при рождении Кристофер Джон Бойл; 20 июля 1964, Сиэтл — 18 мая 2017, Детройт) — американский музыкант, певец и автор песен, наиболее известный как фронтмен рок-групп Soundgarden и Audioslave. В период с 1990 по 1992 Корнелл являлся фронтменом группы Temple of the Dog. Как сольный музыкант, он написал саундтреки к многочисленным фильмам. Неоднократно ряд музыкальных журналистов и коллег-музыкантов называли Корнелла одним из величайших рок-вокалистов всех времен.
Начал свою музыкальную карьеру как барабанщик, но позже сменил профиль на гитариста и вокалиста.

## Ранние годы
Родился и вырос в Сиэтле, штат Вашингтон, в семье фармацевта Эдварда Бойла и медиума Карен Корнелл. Со стороны отца он имел ирландские корни, а со стороны матери — еврейские. Его родители развелись, когда он был подростком, и он вместе с братьями и сёстрами взял фамилию матери. Корнелл был одним из шести детей в семье; у него было два старших брата и три младшие сестры. Он посещал католическую начальную школу «Christ the King», где впервые в своей жизни выступил перед публикой, исполнив антивоенную песню «One Tin Soldier». Позже он учился в старшей школе «Shorewood» в Шорлайне, Вашингтон. Мать забрала его с сестрой из школы, когда он был в седьмом классе; по словам Корнелла, они находились на грани отчисления из-за того, что были слишком любознательными.
В возрасте 9 лет Крис начинает увлекаться The Beatles, найдя брошенную коллекцию пластинок в подвале дома соседей. Крис страдает от сильной депрессии в юношеские годы, практически не выходя из дома. В какой-то момент своей жизни он не покидал своего дома целый год, в течение которого занимался игрой на гитаре и барабанах.

## Карьера

### Soundgarden (1984—1997)
Наряду с Nirvana, Alice in Chains и Pearl Jam, Soundgarden была одной из так называемой «большой четверки» сцены Сиэтла начала 90-х годов и зародившегося здесь музыкального стиля гранж. Группа была создана в 1984 году Крисом Корнеллом, Хиро Ямамото и Кимом Тайилом, причём Корнелл был сразу и барабанщиком и вокалистом. Позже в группу пригласили барабанщика Скотта Сундквиста, чтобы Крис мог сосредоточиться на вокале. Через полтора года Скотта сменил Мэтт Кэмерон, бывший ударник Skin Yard.
Музыканты записывают Screaming Life EP в 1987 и Fopp EP — в 1988. Комбинацией этих двух работ стал Screaming Life/Fopp, вышедший в 1990. В 1988 году на SST Records выходит их дебютный альбом Ultramega OK (1988), за который они получают Grammy в номинации Best Metal Performance в 1990.
Корнелл стал известен благодаря невероятной силе и диапазону голоса, а его мрачные тексты часто имели дело с темами смерти и экзистенции. В 1989-м группа выпустила свой второй альбом, Louder Than Love, вышедший на крупном лейбле A&M Records. Это был последний альбом Soundgarden в первом составе с басистом Хиро Ямамото. Сразу после этого в состав на постоянной основе вошёл Бэн Шеферд. Soundgarden, наконец, добились успеха в 1991 году, выпустив дважды платиновый альбом Badmotorfinger. Они использовали эти достижения в качестве трамплина, и в 1994 выпустили альбом Superunknown, имевший очень серьёзный коммерческий успех. Было продано более 7 млн экземпляров по всему миру, и альбом заслужил две Грэмми.
В конце 1994 года, после поездки в поддержку альбома Superunknown, врачи обнаружили у Корнелла серьёзные проблемы с голосовыми связками. Soundgarden отменили ряд концертов, чтобы не причинить необратимые последствия голосу Криса. За это время музыкант успел посотрудничать с Элисом Купером, и для альбома Купера The Last Temptation он написал песню «Stolen Prayer».
Последний альбом Soundgarden Down on the Upside вышел в 1996, но он уже не имел такого успеха, как предыдущий. Из-за напряжённых отношений в группе 9 апреля 1997 года было объявлено о роспуске группы.
В январе 2010-го Корнелл в Твиттере написал про воссоединение Soundgarden, 12 ноября 2012 года у группы вышел новый альбом — King Animal.

### Сольная карьера (1998—2000)
После распада Soundgarden Крис приступил к написанию своего первого сольного альбома, названного Euphoria Morning, который был выпущен 21 сентября 1999, в сотрудничестве с Аланом Йоханнесом и Наташей Шнайдер из группы Eleven (и Queens of the Stone Age). Альбом оказался коммерчески неуспешным, хотя сингл Can't Change Me был номинирован на Best Male Rock Vocal Performance в 2000 году на Grammy Awards. Крис написал также песню Sunshower (бонус трек на Japanese release of Euphoria Morning) как саундтрек к Great Expectations, и переработанный вариант трека Mission для фильма Mission: Impossible II. Саундтрек называется Mission 2000.
Также он спел песни Hunger Strike, Crawling вместе со своим другом, вокалистом группы Linkin Park, Честером Бенингтоном.

### Audioslave (2001—2007)
Audioslave была сформирована после того, как вокалист Зак де ля Роча покинул группу Rage Against the Machine и коллектив остался без голоса. Продюсер и друг Рик Рубин посоветовал музыкантам попробовать сыграть джем с Крисом Корнеллом. Сыграв вместе, музыканты решили продолжить сотрудничество. Крис отложил написание второго сольного альбома и присоединился к Тому Морэлло, Брэду Уилку и Тиму Коммерфорду.
Музыканты приступили к подготовке дебютного альбома, но его запись чуть не сорвалась. Несмотря на то, что музыканты испытывали коллективный творческий подъём, у Криса были серьёзные проблемы с алкогольной зависимостью. Первые концерты были попросту отменены, и Крис занялся решением своей проблемы. Это ему удалось, и с тех пор он больше не пил.
Дебютный альбом Audioslave, выпущенный в ноябре 2002 года, включал в себя такие хиты как «Like a Stone» и «Cochise», и достиг платинового статуса в Соединенных Штатах. Группа отправилась в турне, в поддержку альбома в 2003 году, и только в 2004 приступила к записи второго альбома.
Второй альбом, Out of Exile, был выпущен в мае 2005 года и дебютировал на 1-м месте Американских чартов. Критики отметили улучшение вокальных данных Корнелла в связи с тем, что он бросил курить и употреблять спиртное. Альбом почти достиг платинового статуса. В него вошли песни «Be Yourself», «Doesn’t Remind Me», «Out of Exile» и «Your Time Has Come». Группа объехала в 2005 году США и Канаду, и 31 мая 2005 года Audioslave стали первой Американской рок-группой, давшей бесплатный концерт на острове свободы Куба, сыграв перед аудиторией в 70 000 человек.
В начале 2006 года команда приступила к записи третьего альбома, для которого большую часть материала они написали во время предыдущего тура. Группа выпустила свой третий альбом Revelations в сентябре 2006 года. Две песни из третьего альбома «Shape of Things to Come» and «Wide Awake» заняли видное место в сериале Майкла Манна Miami Vice ещё до выхода этого альбома. Несмотря на положительные отзывы критиков и средств массовой информации, Audioslave не поехали в турне для поддержки альбома. Корнелл приступил к созданию заглавной композиции к новому фильму о Джеймсе Бонде («You Know My Name»), а Морелло занялся своей сольной работой The Nightwatchman.
15 февраля 2007 года Корнелл официально заявил об уходе из Audioslave.
Цитата: «Из-за неразрешимых личных конфликтов и музыкальных противоречий я окончательно ухожу из группы Audioslave. Я желаю всего самого лучшего остальным членам группы».

### Возобновление сольной карьеры (2007—2017)
5 июня 2007 вышел второй сольный альбом Криса под названием Carry On, продюсером выступил Steve Lillywhite. Среди прочих музыкантов, помогавших в записи этого альбома, был его друг и легендарный музыкант Гэри Лукас, который записал партии акустической гитары на некоторых треках. Корнелл сказал, что он написал много песен, которые не подходили по звучанию к стилю Audioslave, и теперь их можно услышать в сольном альбоме. Во время записи этого альбома Корнелл попал в серьёзную аварию на мотоцикле, когда, врезавшись в грузовик, пролетел 20 метров по воздуху. Однако, ему повезло, он отделался только порезами и синяками, и в тот же день уже вернулся в студию, продолжив запись.
В вышедшем в 2009 году альбоме Scream Корнелл расширил рамки своего творчества за счёт сотрудничества с известным продюсером Тимбалэндом, многие композиции альбома стали смесью рок-музыки и R&B, что вызвало обвинения поклонников гранжа в «измене». В главной роли в клипе к композиции «Part of Me» снялся украинский чемпион мира по боксу Владимир Кличко.

### Другие проекты
Крис Корнелл был продюсером и бэк-вокалистом группы Screaming Trees в альбоме Uncle Anesthesia, а также исполнил эпизодическую роль в фильме 1992 года «Одиночки».
В 2006 году написал и исполнил заглавную песню под названием «You Know My Name», для «Казино „Рояль“» — двадцать первого фильма бондианы. Главная музыкальная тема песни является мотивом, который повторяется на протяжении всего фильма и перекликается с главной темой фильмов о Джеймсе Бонде, но является интерпретацией, отражающей неопытность Бонда, как агента. Самая главная тема появляется лишь в финальных титрах, символизируя «взросление» Бонда. «You Know My Name» стала первой с 1983 года и фильма «Осьминожка» заглавной песней бондианы, название которой отличается от названия фильма. В интервью BBC News в ноябре 2006 года, на вопрос о наименовании песни, Крис заявил: "Как только я услышал, что фильм будет называться «Казино „Рояль“», я определённо знал, что этих двух слов в песне не будет. Это и не было обязательно." Также «You Know My Name» стала первой заглавной песней, которая не была включена в итоговый саундтрек к фильму. Вместо этого она была выпущена в качестве первого сингла к его второму сольному альбому «Carry On», вышедшему 28 мая 2007 года.
В 2010 году принял участие в записи альбома Сола «Slash» Хадсона под названием «Slash». Там он исполнил песню «Promise». В том же году Корнелл исполнил кавер-версию песни группы Led Zeppelin «Whole Lotta Love» в альбоме группы Santana под названием «Guitar Heaven: Santana Performs the Greatest Guitar Classics of All Time».

## Личная жизнь
В 1990 году Корнелл женился на Сьюзан Сильвер, которая с 1986 года являлась менеджером Soundgarden. В июне 2000 года у супругов родилась дочь Лилиан Джин, но вскоре после её рождения Корнелл и Сильвер расстались. В 2004 году они оформили развод, после чего Корнелл ещё 4 года судился с бывшей супругой за коллекцию из 15 гитар. В 2004 году Корнелл женился на Викки Караяннис, американской журналистке с греческими корнями. В сентябре того же года у супругов родилась дочь Тони, а в декабре 2005 года — сын Кристофер Николас.

## Смерть
18 мая 2017 года СМИ сообщили о смерти 52-летнего музыканта в городе Детройт со ссылкой на близкий источник. Согласно официальному полицейскому отчёту, музыкант был найден своим телохранителем примерно в 00:15 в ванной комнате номера отеля MGM Grand Detroit с эластическим тренировочным шнуром на шее, во рту была кровь.
Парамедики прибыли на место происшествия к часу ночи, но спасти Корнелла им не удалось. В 1:30 он был объявлен мертвым. Родственники музыканта поставили под сомнение то, что он покончил с собой «осознанно и намеренно».
Похороны состоялись 26 мая в Лос-Анджелесе на мемориальном кладбище Голливуда. Близкий друг Корнелла, Честер Беннингтон, спел на похоронах песню «Hallelujah». Беннингтон также совершил самоубийство спустя 2 месяца после смерти Корнелла — в день его рождения.

## Признание
В интервью журналу Rolling Stone в 1989 году Эксл Роуз сказал: «Мне нравится Soundgarden. Вокалист [Корнелл] просто погребает меня. Он так здорово поёт». Роуз также заявил, что Корнелл — лучший вокалист в роке.
В интервью 2009 года Ронни Джеймс Дио сказал: «Я думаю, что Крис Корнелл такой великий певец, и эти ребята [из Soundgarden] пишут так хорошо и всегда пишут хорошо — я имею в виду, мне нравится то, что он сделал с Audioslave, и то, что он сделал с тех пор».
В интервью 2009 года Эдди Веддер заявил, что Корнелл — «лучший певец, который есть на нашей планете».
В апреле 2017 года Скотт Стэпп заявил, что Корнелл — «величайший истинный рок-певец». Он добавил: «Я действительно его большой поклонник и всего, что он сделал. Я просто считаю, что он очень талантливый музыкант, автор песен, певец и гитарист. Он может сделать так много разных вещей, чтобы вызвать эмоции. От проникновенности, до верхней границы его диапазона, когда он становится металлическим и агрессивным, до его выбора мелодий и того, как мелодия сама по себе, несмотря на то, что он говорит, может вызвать эмоции. Я думаю, он войдет в историю как один из великих».
Узнав о его смерти, Элис Купер заявил: «Крис Корнелл, в нашем кругу, был известен как „Голос“ ('The Voice'), потому что у него был лучший голос в рок-н-ролле. Мне посчастливилось написать и записать с ним две песни. Его смерть стала полным шоком для всех нас. Песня „Black Hole Sun“ будет жить как классика, и он является настоящим наследием рок-н-ролла». Гитарист Living Colour Вернон Рид сказал: «Нет слов, чтобы описать мою скорбь по поводу потери Криса Корнелла… Его влияние как певца, автора песен и гитариста будет ощущаться ещё многими поколениями».
В 2020 году в честь Корнелла был назван новый вид пауков Actinopus cornelli.
В 2023 году журнал Rolling Stone поместил Корнелла на 80-е место в списке 200 лучших певцов всех времён.

## Дискография

### В составе Soundgarden
- 1988 — Ultramega OK
- 1989 — Louder Than Love
- 1990 — Screaming Life/Fopp
- 1991 — Badmotorfinger
- 1994 — Superunknown
- 1996 — Down on the Upside
- 1997 — A-Sides
- 2010 — Telephantasm
- 2012 — King Animal

### В составе Audioslave
- 2002 — Audioslave
- 2005 — Out of Exile
- 2006 — Revelations

### В составе Temple of the Dog
- 1991 — Temple of the Dog

### Сольная карьера

#### Сольные альбомы
- 1999 — Euphoria Morning
- 2007 — Carry On
- 2009 — Scream
- 2015 — Higher Truth
- 2020 — No One Sings Like You Anymore, Vol. 1

#### Live-альбомы
- 2011 - Songbook

#### Сборники
- 2007 - The Roads We Choose
- 2018 - Chris Cornell